# Jimmie Frederick Rodgers
James Frederick Rodgers (Camas, Washington, 18 de septiembre de 1933 - Palm Desert, California, 18 de enero de 2021), conocido artísticamente como Jimmie F. Rodgers, fue un cantante y actor estadounidense. Rodgers tuvo una racha de éxitos y una gran popularidad en las décadas de 1950 y 1960. Su serie de sencillos cruzados ocupó un lugar destacado en las listas Billboard Pop Singles , Hot Country y Western Sides y Hot Rhythm and Blues Sides; en la década de 1960, Rodgers tuvo éxitos más modestos con la música contemporánea para adultos. 
No está directamente relacionado con el anterior cantante de country Jimmie Rodgers (1897 - 1933), quien murió el mismo año en que nació el joven Rodgers. Entre el público country, y en sus créditos oficiales de composición de canciones, el joven Rodgers, Jimmie Frederick, a menudo se acredita como Jimmie F. Rodgers para diferenciar a los dos.

## Carrera

### Primeros años
Rodgers nació en Camas , Washington . Fue el segundo hijo de Archie y Mary Rodgers. Rodgers aprendió música de su madre, una profesora de piano , y comenzó a actuar cuando era niño, entreteniendo por primera vez en un espectáculo navideño cuando solo tenía cinco años. Aprendió a tocar el piano y la guitarra y actuó localmente.
Después de asistir a Camas High School , tomó cursos breves en Clark Junior College en Vancouver, Washington . Más tarde se fue a trabajar en una fábrica de papel. Aunque amaba la música, no estaba seguro de poder convertirla en una carrera. Posteriormente fue reclutado y sirvió en la Fuerza Aérea de los Estados Unidos durante la Guerra de Corea.

### Años 1950s
Mientras estaba en el ejército, Rodgers se unió a una banda llamada "The Melodies" iniciada por el violinista Phil Clark. Durante su servicio, fue transferido a Nashville , donde estuvo estacionado en la Base de la Fuerza Aérea Sewart de 1954 a 1956. Fue durante este tiempo que comenzó a expandir su repertorio musical. Mientras estaba en Nashville, escuchó por primera vez la canción que se convertiría en su primer éxito, "Honeycomb".
Como muchos otros artistas de la época, fue uno de los concursantes del programa de talentos de Arthur Godfrey en la televisión CBS, ganando $700. Cuando Hugo Peretti y Luigi Creatore dejaron RCA Victor por la compañía de Morris Levy, Roulette Records, se dieron cuenta del talento de Rodgers y lo firmaron con un contrato discográfico.
En el verano de 1957, grabó su propia versión de " Honeycomb ", que había sido escrita por Bob Merrill y grabada por Georgie Shaw tres años antes. La melodía fue el mayor éxito de Rodgers, permaneciendo en la cima de las listas durante cuatro semanas. Vendió más de un millón de copias, y la RIAA le otorgó un disco de oro. Durante el año siguiente tuvo una serie de otros éxitos que alcanzaron el Top 10 en las listas: " Kises Sweeter than Wine "; " Oh-Oh, I'm falling in love "; " Secretly "; y "Are You Really Mine ". Otros éxitos incluyen " Bo Diddley ", "Bimbombey", "Ring-a-ling-a-lario", "Tucumcari", "Tender Love and Care (TLC)", y una versión de Waltzing Matilda. como una película relacionada con la película apocalíptica On the Beach en 1959. 
En el Reino Unido , "Honeycomb" alcanzó el número 30 en la lista de singles del Reino Unido en noviembre de 1957, pero " Kisses Sweeter than Wine " subió al número 7 el mes siguiente. Tanto "Kisses Sweeter than Wine" como "Oh-Oh, I'm Falling in Love Again" se vendieron millones.
El éxito de "Honeycomb" le valió a Rodgers apariciones como invitado en numerosos programas de variedades durante 1957, incluido el programa "Shower of Stars", presentado por Jack Benny, el 31 de octubre de 1957, y el Big Record con Patti Page, el 4 de diciembre de 1957. Rodgers también hizo varias apariciones en el Show de Ed Sullivan , incluso el 8 de septiembre de 1957, cuando fue visto por 48.500.000, la mayor audiencia televisiva de toda su carrera, y el 3 de noviembre de 1957. En 1958, apareció en The Gisele MacKenzie Show de NBC . También en 1958, cantó el tema de apertura de la película The Long, Hot Summer, protagonizada por Paul Newman , Joanne Woodward y Orson Welles. Luego tuvo su propio programa de variedades televisado de corta duración en NBC en 1959.

### Años 1960s
Su mayor éxito en el Reino Unido fue "English Country Garden", una versión de la canción popular " Country Gardens ", que alcanzó el número 5 en la lista en junio de 1962. En 1962, se pasó al sello Dot, y cuatro años después a A&M Records. También apareció en algunas películas, incluyendo The Little Shepherd of Kingdom Come, junto a Neil Hamilton, y Back Door to Hell, que ayudó a financiar.
En 1966, un largo período de sequía terminó para Rodgers cuando volvió a entrar en el Top 40 con " It's Over " (más tarde grabado por Eddy Arnold, Elvis Presley , Glen Campbell, Mason Williams y Sonny James). En 1967, cambió de sello discográfico, firmando con A&M Records. Fue con esa etiqueta que Rodgers tuvo su último sencillo Top 100 en las listas de éxitos, "Child of Clay", escrito por Ernie Maresca, (quien tuvo un éxito entre los 40 primeros en 1962, " Shout! Shout! (Knock Yourself Out ) ".) Interpretó la canción en varios programas de variedades de televisión, incluyendo The Smothers Brothers Comedy Hour, pero nunca se convirtió en un gran éxito; solo alcanzó el número 31 en las listas de Billboard.

## Discografía

### Álbumes
| Año  | Álbum                                 | Posición | Posición | Sello     |
| Año  | Álbum                                 | US       | CAN      | Sello     |
| ---- | ------------------------------------- | -------- | -------- | --------- |
| 1957 | Jimmie Rodgers                        | 15       | —        | Roulette  |
| 1958 | The Number One Ballads                | —        | —        | Roulette  |
| 1958 | Jimmie Rodgers Sings Folk Songs       | —        | —        | Roulette  |
| 1959 | Jimmie Rodgers… His Golden Year       | —        | —        | Roulette  |
| 1959 | Jimmie Rodgers TV Favorites, Volume 1 | —        | —        | Roulette  |
| 1959 | Twilight on the Trail                 | —        | —        | Roulette  |
| 1959 | It's Christmas Once Again             | —        | —        | Roulette  |
| 1960 | When the Spirit Moves You             | —        | —        | Roulette  |
| 1960 | At Home with Jimmie Rodgers           | —        | —        | Roulette  |
| 1961 | The Folk Song World of Jimmie Rodgers | —        | —        | Roulette  |
| 1961 | 15 Million Sellers                    | —        | —        | Roulette  |
| 1962 | No One Will Ever Know                 | —        | —        | Dot       |
| 1963 | Jimmie Rodgers in Folk Concert        | —        | —        | Dot       |
| 1963 | My Favorite Hymns                     | —        | —        | Dot       |
| 1963 | Honeycomb & Kisses Sweeter Than Wine  | —        | —        | Dot       |
| 1963 | The World I Used to Know              | —        | —        | Dot       |
| 1964 | 12 Great Hits                         | —        | —        | Dot       |
| 1965 | Deep Purple                           | —        | —        | Dot       |
| 1965 | Christmas with Jimmie Rodgers         | —        | —        | Dot       |
| 1966 | The Nashville Sound                   | —        | —        | Dot       |
| 1966 | Country Music 1966                    | —        | —        | Dot       |
| 1966 | It's Over                             | 145      | —        | Dot       |
| 1967 | Love Me, Please Love Me               | —        | —        | Dot       |
| 1967 | Golden Hits                           | —        | —        | Dot       |
| 1967 | Child of Clay                         | 162      | —        | A&M       |
| 1969 | The Windmills of Your Mind            | 183      | 92       | A&M       |
| 1970 | Troubled Times                        | —        | —        | A&M       |
| 1978 | Yesterday/Today                       | —        | —        | Scrimshaw |

### Canciones

#### 1950s
| Año  | Canción (cara A, cara B) Ambas caras del mismo álbum excepto donde se indique     | Posición | Posición   | Posición | Álbum                           |
| Año  | Canción (cara A, cara B) Ambas caras del mismo álbum excepto donde se indique     | US       | US Country | US R&B   | Álbum                           |
| ---- | --------------------------------------------------------------------------------- | -------- | ---------- | -------- | ------------------------------- |
| 1956 | "I Always Knew" b/w "I Won't Sing Rock and Roll"                                  | —        | —          | —        | Non-album tracks                |
| 1957 | "Honeycomb" b/w "Their Hearts Were Full of Spring" (Non-album track)              | 1        | 7          | 1        | Jimmie Rodgers                  |
| 1957 | "Kisses Sweeter Than Wine" b/w "Better Loved You'll Never Be"                     | 7        | 6          | 8        | Jimmie Rodgers                  |
| 1958 | "Oh-Oh, I'm Falling In Love Again" /                                              | 7        | 5          | 19       | His Golden Year                 |
| 1958 | "The Long Hot Summer"                                                             | 77       | —          | —        | His Golden Year                 |
| 1958 | "Secretly" /                                                                      | 3        | 5          | 7        | His Golden Year                 |
| 1958 | "Make Me a Miracle"                                                               | 16       | flip       | 7        | His Golden Year                 |
| 1958 | "Are You Really Mine?" /                                                          | 10       | 13         | —        | His Golden Year                 |
| 1958 | "The Wizard"                                                                      | 45       | —          | —        | His Golden Year                 |
| 1958 | "Bimbombey" b/w "You Understand Me" (Non-album track)                             | 11       | —          | —        | His Golden Year                 |
| 1959 | "Because You're Young" /                                                          | 62       | —          | —        | His Golden Year                 |
| 1959 | "I'm Never Gonna Tell"                                                            | 36       | —          | —        | His Golden Year                 |
| 1959 | "Ring-a-Ring a Lario" /                                                           | 32       | —          | —        | 15 Million Sellers              |
| 1959 | "Wonderful You"                                                                   | 40       | —          | —        | Just for You                    |
| 1959 | "Tucumcari" b/w "The Night You Became Seventeen" (from Just for You)              | 32       | —          | —        | 15 Million Sellers              |
| 1959 | "Wistful Willie" b/w "It's Christmas Once Again" (from It's Christmas Once Again) | 112      | —          | —        | Non-album tracks                |
| 1959 | "T.L.C. Tender Love and Care" /                                                   | 24       | —          | —        | Non-album tracks                |
| 1959 | "Waltzing Matilda"                                                                | 41       | —          | —        | Jimmie Rodgers Sings Folk Songs |

#### 1960s
| Año  | Canción (cara A, cara B) Ambas caras del mismo álbum excepto donde se indique                                                 | Posición | Posición | Posición | Álbum                                                  |
| Año  | Canción (cara A, cara B) Ambas caras del mismo álbum excepto donde se indique                                                 | US       | US AC    | CAN      | Álbum                                                  |
| ---- | --- | -------- | -------- | -------- | ------------------------------------------------------ |
| 1960 | "Just a Closer Walk with Thee" b/w "Joshua Fit The Battle O' Jericho"                                                         | 44       | —        | —        | When the Spirit Moves You                              |
| 1960 | "The Wreck Of The 'John B.'" b/w "Four Little Girls in Boston"                                                                | 64       | -        | —        | At Home with Jimmie Rodgers - An Evening of Folk Songs |
| 1960 | "Woman from Liberia" b/w "Come Along Julie" (from At Home with Jimmie Rodgers)                                                | —        | —        | —        | The Best of Jimmie Rodgers Folk Songs                  |
| 1961 | "When Love Is Young" b/w "The Little Shepherd of Kingdom Come"                                                                | —        | —        | —        | Non-album tracks                                       |
| 1961 | "Everytime My Heart Sings" b/w "I'm on My Way"                                                                                | —        | —        | —        | Non-album tracks                                       |
| 1961 | "I'm Goin' Home" b/w "John Brown's Baby"                                                                                      | —        | —        | —        | Non-album tracks                                       |
| 1961 | "A Little Dog Cried" b/w "English Country Garden"                                                                             | 71       | 16       | —        | The Best of Jimmie Rodgers Folk Songs                  |
| 1962 | "You Are Everything to Me" b/w "Wand'rin Eyes"                                                                                | —        | —        | —        | Non-album tracks                                       |
| 1962 | "No One Will Ever Know" b/w "Because"                                                                                         | 43       | 14       | —        | No One Will Ever Know                                  |
| 1962 | "Rainbow at Midnight" b/w "Rhumba Boogie"                                                                                     | 62       | 16       | —        | Non-album tracks                                       |
| 1963 | "I'll Never Stand in Your Way" b/w "Afraid"                                                                                   | —        | —        | —        | Non-album tracks                                       |
| 1963 | "Face in a Crowd" b/w "Lonely Tears" (from It's Over)                                                                         | 129      | —        | —        | Non-album tracks                                       |
| 1963 | "(I Don't Know Why) I Just Do" b/w "Load 'Em Up (An' Keep on Steppin')"                                                       | —        | —        | —        | Non-album tracks                                       |
| 1963 | "I'm Gonna Be the Winner" b/w "Poor Little Raggedy Ann" (Non-album track)                                                     | —        | —        | —        | No One Will Ever Know                                  |
| 1964 | "Two-Ten, Six-Eighteen (Doesn't Anybody Know My Name)" b/w "The Banana Boat Song" (from Honeycomb & Kisses Sweeter Than Wine) | 78       | —        | —        | Town and Country                                       |
| 1964 | "Mama Was a Cotton Picker" b/w "Together" (Non-album track)                                                                   | 131      | —        | —        | Town and Country                                       |
| 1964 | "The World I Used to Know" b/w "I Forgot More Than You'll Ever Know" (from 12 Great Hits)                                     | 51       | 9        | —        | Town and Country                                       |
| 1964 | "Someplace Green" b/w "Water Boy"                                                                                             | —        | —        | —        | Town and Country                                       |
| 1965 | "Two Tickets" b/w "The Bell Witch"                                                                                            | —        | —        | —        | Non-album tracks                                       |
| 1965 | " (My Friends Are Gonna Be) Strangers" b/w "Bon Soir, Mademoiselle"                                                           | —        | —        | —        | Deep Purple                                            |
| 1965 | "Careless Love" b/w "When I'm Right You Don't Remember"                                                                       | —        | —        | —        | Non-album tracks                                       |
| 1965 | "Beachcomber (Are You Going My Way)" b/w "Little School Girl"                                                                 | —        | —        | —        | Non-album tracks                                       |
| 1965 | "Hollow Words" b/w "Bye, Bye Love"                                                                                            | —        | —        | —        | The Nashville Sound                                    |
| 1965 | "The Chipmunk Song (Christmas Don't Be Late)" b/w "In the Snow" (from The Nashville Sound)                                    | —        | —        | —        | Christmas with Jimmie Rodgers                          |
| 1966 | "A Fallen Star" b/w "Brother Where Are You" (Non-album track)                                                                 | —        | —        | —        | 12 Great Hits                                          |
| 1966 | "It's Over" b/w "Anita, You're Dreaming" (from Country Music 1966)                                                            | 37       | 5        | 29       | It's Over                                              |
| 1966 | "Young Ideas" b/w "Morning Means Tomorrow" (from It's Over)                                                                   | —        | —        | —        | Non-album track                                        |
| 1966 | "Love Me, Please Love Me" b/w "Wonderful You"                                                                                 | —        | —        | —        | Love Me, Please Love Me                                |
| 1967 | "Time" b/w "Yours and Mine" (Non-album track)                                                                                 | —        | —        | —        | It's Over                                              |
| 1967 | "I'll Say Goodbye" b/w "Shadows" (Non-album track)                                                                            | —        | 20       | —        | Child of Clay                                          |
| 1967 | "Child of Clay" b/w "Turnaround"                                                                                              | 31       | 21       | —        | Child of Clay                                          |
| 1967 | "What a Strange Town (The People Had No Faces)" b/w "If I Were the Man" (from Child of Clay)                                  | —        | —        | —        | Non-album track                                        |
| 1968 | "I Believed It All" b/w "You Pass Me By"                                                                                      | —        | 25       | —        | Child of Clay                                          |
| 1968 | "Today" b/w "The Lovers" | 104      | 19       | 80       | Child of Clay                                          |
| 1968 | "How Do You Say Goodbye" b/w "I Wanna Be Free" (from Child of Clay)                                                           | —        | —        | —        | Windmills of Your Mind                                 |
| 1969 | "Tomorrow Is My Friend"A b/w "Cycles" (from Windmills of Your Mind)                                                           | —        | 39       | —        | Non-album track                                        |
| 1969 | "The Windmills of Your Mind" b/w "L.A. Breakdown (And Let Me In)"                                                             | 123      | —        | —        | Windmills of Your Mind                                 |
| 1969 | " (Without Her) Father Paul" b/w "Me About You" (from Windmills of Your Mind)                                                 | —        | —        | —        | Non-album track                                        |

- A"Tomorrow Is My Friend" también alcanzó el puesto 28 en RPM Adult Contemporary.

#### 1970s
| Año  | Canción (cara A, cara B) Ambas caras del mismo álbum excepto donde se indique | Posición   | Posición | Álbum              |
| Año  | Canción (cara A, cara B) Ambas caras del mismo álbum excepto donde se indique | US Country | US AC    | Álbum              |
| ---- | ----------------------------------------------------------------------------- | ---------- | -------- | ------------------ |
| 1970 | "Troubled Times" b/w "The Dum Dum Song"                                       | —          | —        | Troubled Times     |
| 1972 | "Froggy's Fable" b/w "Daylight Lights the Dawning"                            | —          | 30       | singles only       |
| 1972 | "Kick the Can" b/w "Go on By"                                                 | —          | —        | singles only       |
| 1977 | "A Good Woman Likes to Drink with the Boys" b/w "Everybody Needs Love"        | 67         | —        | Yesterday -- Today |
| 1978 | "Everytime I Sing a Love Song" b/w "Just a Little Time"                       | 74         | —        | Yesterday -- Today |
| 1978 | "When Our Love Began" B-side unknown                                          | —          | —        | Yesterday -- Today |
| 1978 | "Secretly" b/w "Shovelin' Cole Missouri" (from Yesterday -- Today)            | 65         | 46       | Non-album tracks   |
| 1979 | "Easy to Love" /                                                              | 89         | —        | Non-album tracks   |
| 1979 | "Easy" (featuring Michele Rodgers)                                            | flip       | —        | Non-album tracks   |

## Películas
Rodgers aprovechó su fama como cantante en una breve carrera cinematográfica con actuaciones principales en:
The Little Shepherd of Kingdom Come (1961)
Back Door to Hell (1964)
Jimmie cantó la canción titulada "Half Sung Song" en la película de comedia de 1977 The Billion Dollar Hobo, protagonizada por Tim Conway.

## Libros
En 2010, Rodgers escribió y publicó su autobiografía, "Dancing on the Moon: The Jimmie Rodgers Story".

## Vida personal
Rodgers y su primera esposa Colleen (de soltera McClatchey) se divorciaron en 1970 y ella murió el 20 de mayo de 1977. Tuvieron dos hijos, Michael y Michele. Se volvió a casar en 1970 con Trudy Rodgers tendrían dos hijos, Casey y Logan. Él y Trudy se divorciaron a fines de la década de 1970 y él se volvió a casar. Jimmie y Mary Rodgers aún estaban casados cuando él murió y tuvieron una hija, Katrine, que nació en 1989.
Rodgers sufrió de disfonía espasmódica durante varios años y apenas podía cantar. Después de un concierto de 2012, regresó a casa para una cirugía a corazón abierto, luego de un infarto que había sufrido tres semanas antes.
Rodgers murió de una enfermedad renal el 18 de enero de 2021, a la edad de 87 años. También había dado positivo por Covid-19 en el momento de su muerte, según su familia.